# Clitocybe
Clitocybe (Elias Magnus Fries, 1821 ex Friedrich Staude, 1857) din încrengătura Basidiomycota în ordinul Agaricales și familia Tricholomataceae, este un gen de ciuperci saprofite foarte mare cu global în jur de 300, în Europa de 80 specii. În România, Basarabia și Bucovina de Nord este denumit pâlnioare. Numele generic este derivat din cuvintele greci (greacă κλειδιά=pantă și (greacă κυβικά = cap), adică cap povârnit, în formă de pâlnie. Ciupercile acestui gen sunt saprofite și se dezvoltă în grupuri cu multe exemplare precum  în cercuri de vrăjitoare în păduri de foioase și de conifere, prin luminișuri ierboase, de asemenea prin iarbă în grădini, livezi sau parcuri, de la câmpie până la munte. Timpul apariției depinde de specie. Se poate găsi din mai până în noiembrie (decembrie). Unele specii, în special cele galben-maronii, sunt comestibile, multe necomestibile, iar câteva, mai ales cele albicioase, uneori serios otrăvitoare, chiar letale. Toxina principală este muscarina. Tip de specie este Clitocybe nebularis.

## Descriere

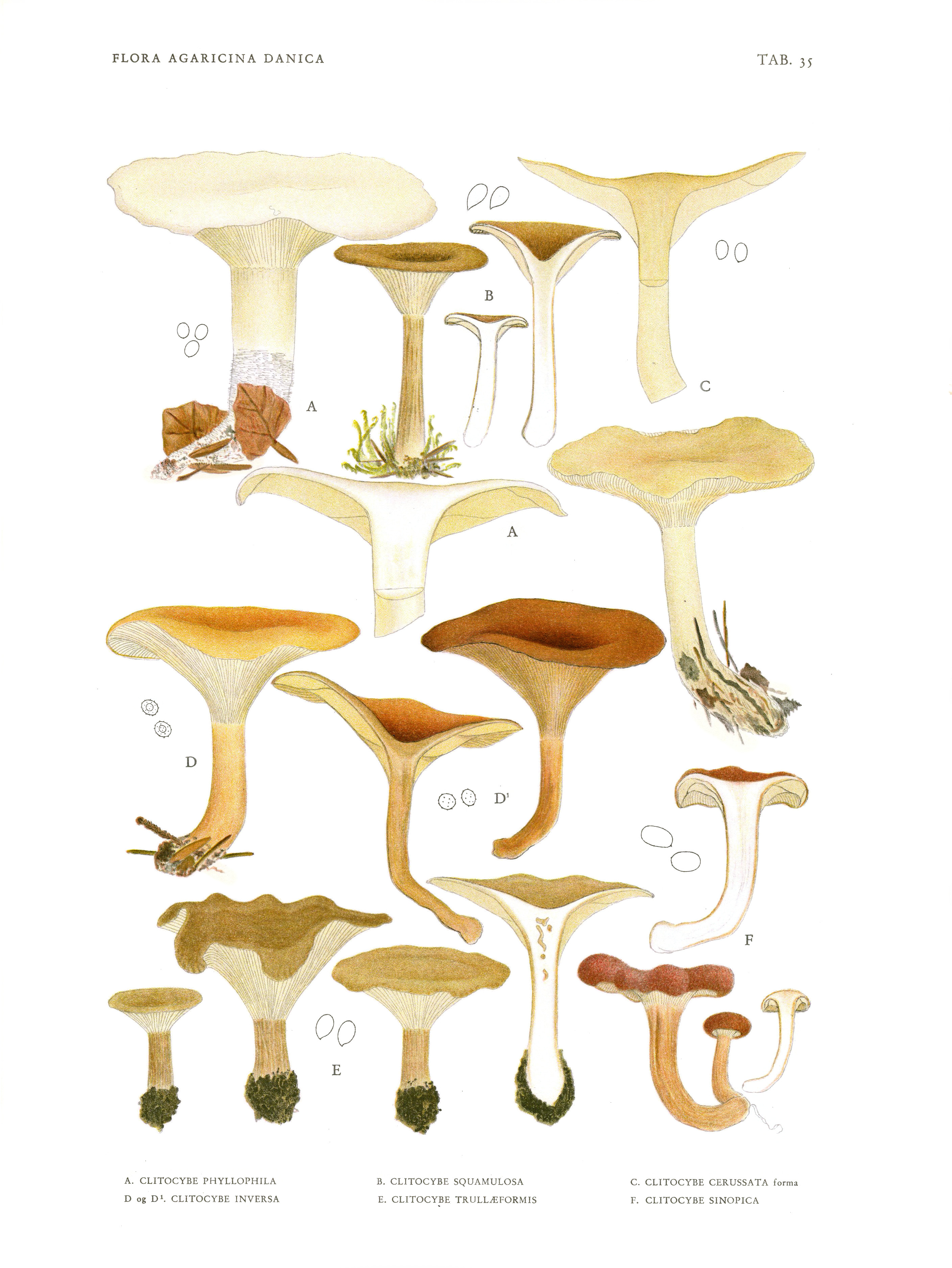
Diverse Clitocybe

- Pălăria: incluse sunt specii cu corpuri fructifere mici și foarte mari, pălăriile având un diametru de 2-3 până 15 (20) cm. Ea este inițial mereu convexă cu marginea răsucită spre interior, ca apoi, la maturitate, să devină din ce în ce mai aplatizată și adâncită în centru până la formă de pâlnie adâncă respectiv ombilicală. Suprafața poate fi uscată și netedă, mată, fin pâslită sau solzoasă, exemplare de specii mari fiind în tinerețe adesea ușor brumate. Spectrul de culori variază de la predominant alb la gri până la nuanțe roșii ca carnea, gri-brune sau maronii. Specii higrofane (caracteristica unor ciuperci de a-și schimba culoarea atunci când pierd sau absorb apă) arată o canelură transparentă.
- Lamelele:  sunt apropiate, lungi, destul de subțiri câteodată inegale dar nu bifurcate precum arcuit decurente la picior (unele soiuri numai slab, altele foarte accentuat). La cele mai multe specii nu pot fi desprinse de trama pălăriei. Paleta de culori variază de la alb la crem-gălbui până la gri-maroniu. Sporii sunt elipsoidali, netezi și necolorați. Pulberea lor este albă, crem sau rozalie.
- Piciorul: este cilindric și se adaptează în înălțime și lățime mărimii pălăriei. La exemplarele mari este cărnos, moale ca carnea și ne-fragil, la început plin, la bătrânețe spongios și adesea aproape gol în interior, la cele mici elastic și plin. Nu arată niciodată un inel sau un văl la bază. Coloritul lui este alb sau albicios cu nuanțe gri-brune respectiv brun-roșiatice, ori de culoarea pălăriei, ori ceva mai deschis.
- Carnea: este, cu excepția tulpinilor ale speciilor mici destul de moale, fiind predominant albă sau albicioasă, fără a se decolora la tăiere. Specia Clitocybe nu poate fi identificată prin miros sau gust, fiind în acest domeniu foarte diverși.[4][6]

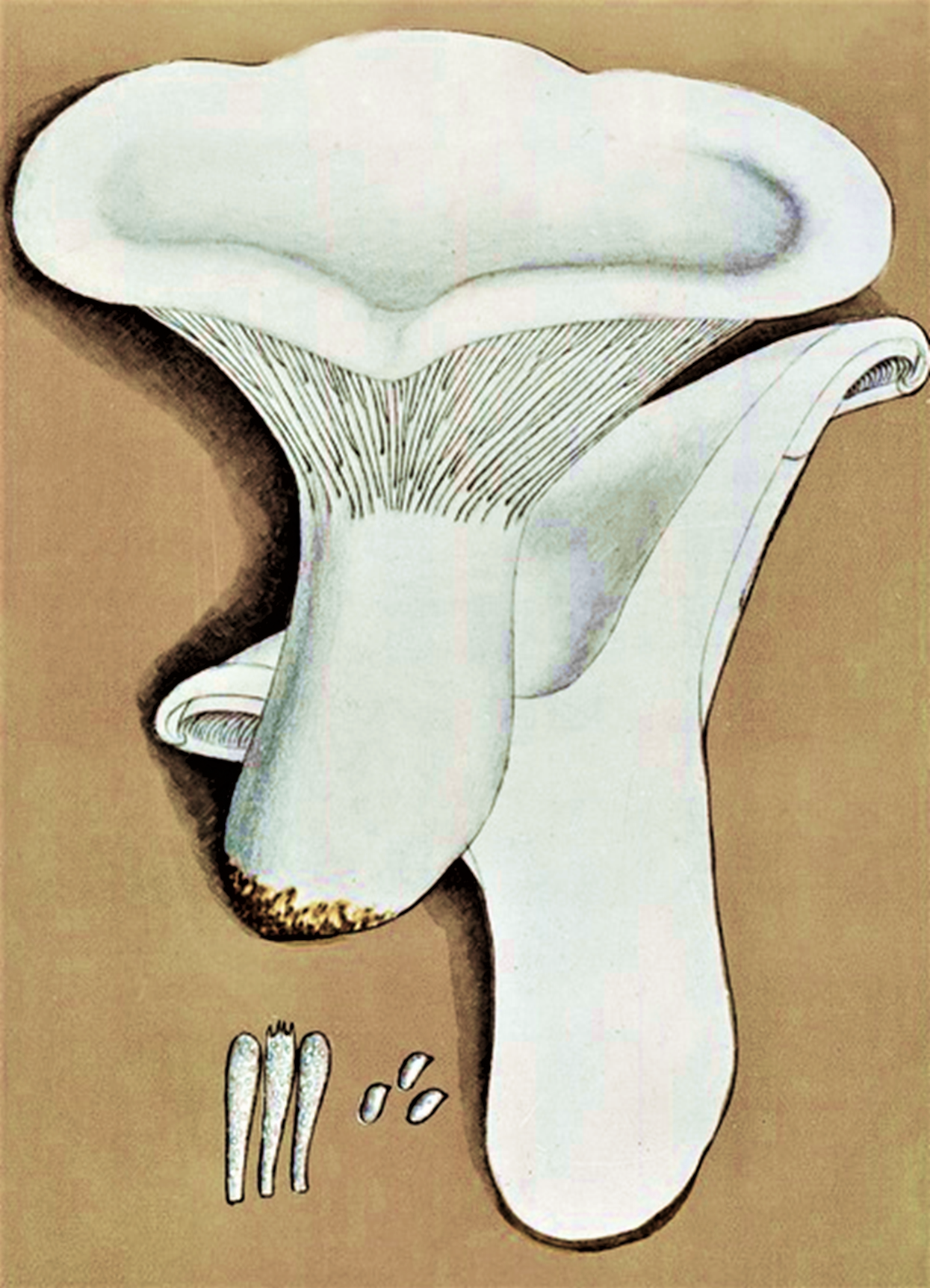
C. candida Bres.

## Subspecii și secții ale genului
Marcel Bon a listat următoarele subspecii și secții pentru genul Clitocybe:
- Subspecia Clitocybe: specii nu higrofane, mai mult sau mai puțin cărnoase;
  - Secția Hygroclitocybe: pălărie cărnoasă, cu lamele moale și destul de late cu tramă iregulară, formând vacuole, de exemplu C. clavipes, C. geotropa;
  - Secția Infundibuliformes: pălărie mai puțin cărnoasă, în formă de pâlnie, lamele lung decurente, cu tramă regulară, de exemplu C. gibba, C. sinopica;
  - Secția Disciformes: pălărie ne-ombilicală (sau numai la bătrânețe) în centru, carne tare și cărnoasă, cuticulă niciodată albă, lamele aproape orizontal decurente, de exemplu C. nebularis, C. odora;
  - Secția Candicantes: specii cu carne subțire, cu pălărie albuie, brumată și/sau lăcuită, cele mai multe foarte otrăvitoare, de exemplu C. dealbata, C. rivulosa;
- Subspecia Pseudolyophyllum: specii higrofane, mici cu carne subțire;
  - Secția Epruinatae: corp fructifer alb sau crem deschis, nu gri, de exemplu C. brumalis, C. diatreta;
  - Secția Fragrantes: miros plăcut, în cele mai multe cazuri de anason, de exemplu C. fragans, C. obsoleta;
  - Secția Ditopae: lamele gri, miros de făină, cu toate fără valoare culinară, de exemplu C. ditopa, C. vibecina;
  - Secția Metachroae: lamele gri, fără miros sau cu cel de pământ, toate speciile necomestibile, de exemplu C. nitriolens, C. phaeophtalma;

## Specii (mică selecție)
Următoarea listă conține numai cele mai cunoscute soiuri. Unele au fost clasificate nou și listate în genurile Ampulloclitocybe = A și Infundibulicybe = I. Dar nu toți micologii merg conform cu această modificare.
| - Clitocybe acromelalga Ichimura (1918) - Clitocybe agrestis Harmaja (1969) - Clitocybe alexandri Gillet (1874) - Clitocybe amarescens Harmaja (1969) - Clitocybe amoenolens Malençon (1975) - Clitocybe anisata Velen. (1920) - Clitocybe brumalis (Fr.) Quél. (1872) - Clitocybe candicans (Pers. : Fr.) P.Kumm. (1871) - Clitocybe candida Bres. (1881) - Clitocybe cerussata sin. Clitocybe phyllophila (Fr.) P.Kumm. (1871) - Clitocybe cistophila Bon & Contu (1985) - Clitocybe clavipes (Pers. : Fr.) P.Kumm. (1871) - Clitocybe connata (Schumacher : Fr.) Gillet (1874) - Clitocybe dealbata (Sowerby) P.Kumm. (1871) - Clitocybe ditopa (Fr.) Gillet (1874) - Clitocybe diatreta (Fr.) P.Kumm. (1871) | - Clitocybe entoloma (Murrill) Singer (1942) - Clitocybe ericetorum (Bull.) Quél. (1872) - Clitocybe erubescens Velen. (1920) - Clitocybe fennica Harmaja (1969) - Clitocybe fragrans (With.) P.Kumm. (1871) - Clitocybe fuscosquamula J.E. Lange (1930) - Clitocybe geotropa (Bull.) Quél. (1872) - Clitocybe gibba (Pers.) P.Kumm. (1871) - Clitocybe glutiniceps - Clitocybe graminicola Bon (1979) - Clitocybe gracilis (H.E.Bigelow & A.H.Smith) Harmaja 1969 - Clitocybe incilis (Fr.) Gillet (1874) - Clitocybe inflatipes M.M.Moser (1995) - Clitocybe inornata (Sowerby : Fr.) Gillet (1874) - Clitocybe maxima (P. Gaertn., G. Mey. & Scherb.) P.Kumm. (1871) - Clitocybe menthiodora Harmaja 1969 | - Clitocybe nebularis (Batsch) P.Kumm. (1871) - Clitocybe obsoleta (Batsch) Quél. (1872) - Clitocybe odora (Bull. : Fr.) P.Kumm. (1871) - Clitocybe ornamentalis Velen. (1920) - Clitocybe paropsis (Fr.) Sacc. (1887) - Clitocybe phaeophthalma (Pers.) Kuyper (1981) - Clitocybe rivulosa (Pers.) P.Kumm. (1871) - Clitocybe senilis (Fr.) Gillet (1874) - Clitocybe sinopica (Fr. : Fr.) P.Kumm. (1871) - Clitocybe sinopica (Fr. : Fr.) P.Kumm. (1871) - Clitocybe tornata (Fr. : Fr.) P.Kumm. (1871) - Clitocybe trullaeformis (Fr. : Fr.) P.Karsten (1879) - Clitocybe truncicola (Peck) Sacc. (1887) - Clitocybe tuba (Fr.) Gillet (1874) - Clitocybe vermicularis (Fr.) Quél. (1872) - Clitocybe vibecina (Fr.) Quél. (1872) |

## Genul în imagini

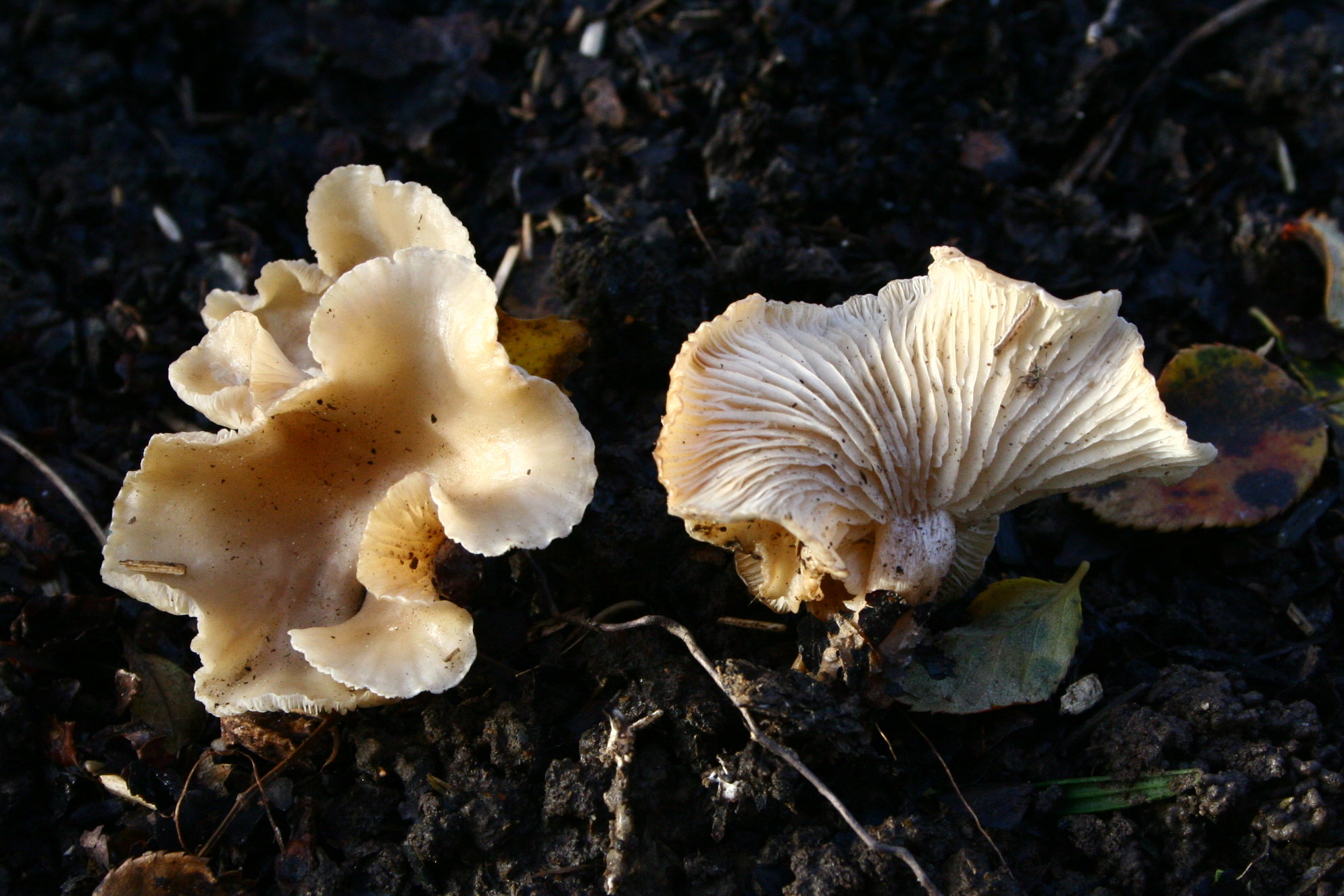
C. agrestis
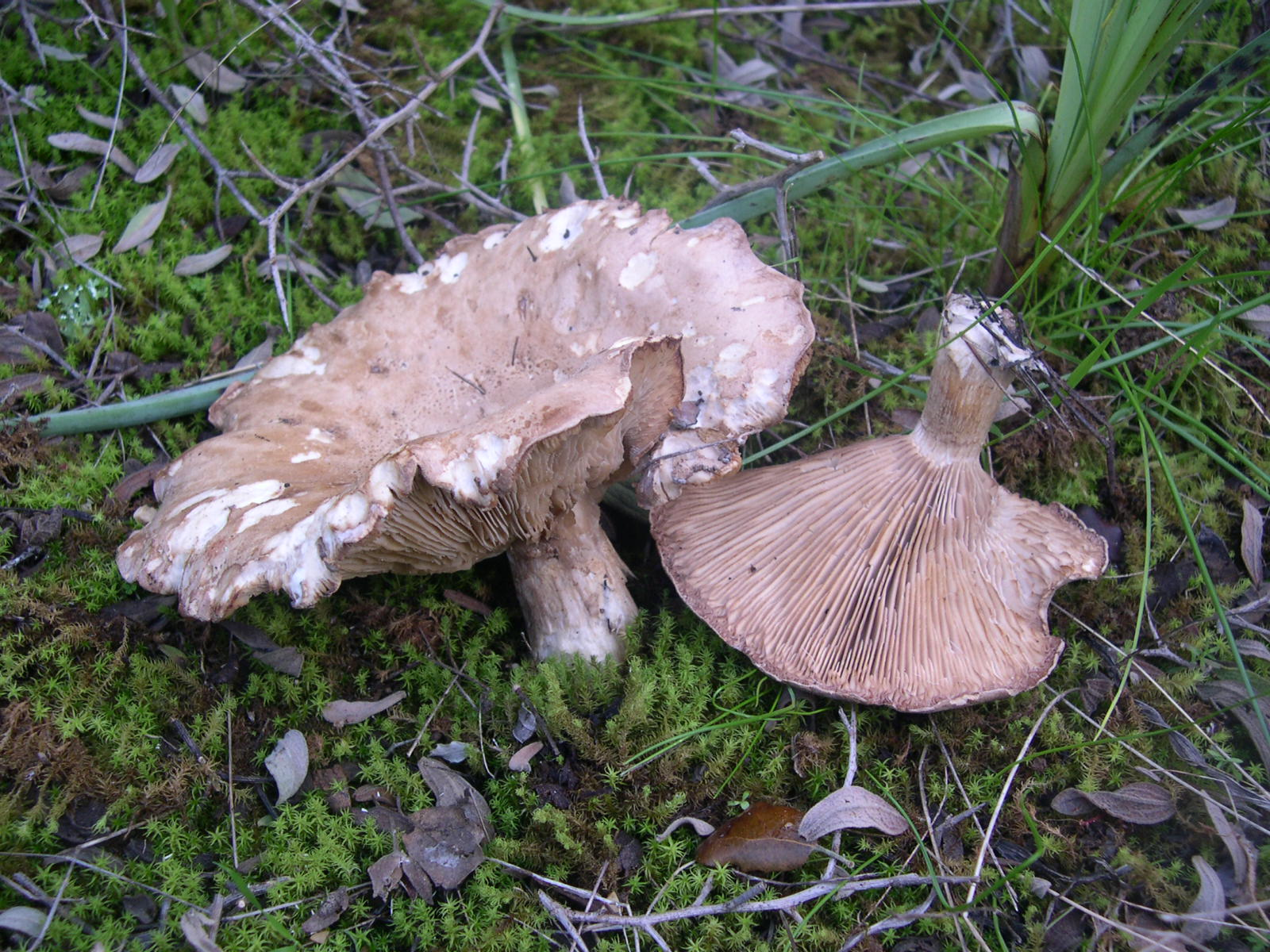
C. alexandrii
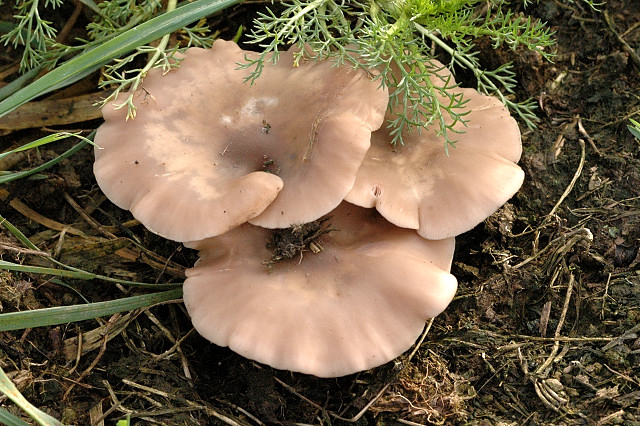
C..amarescens
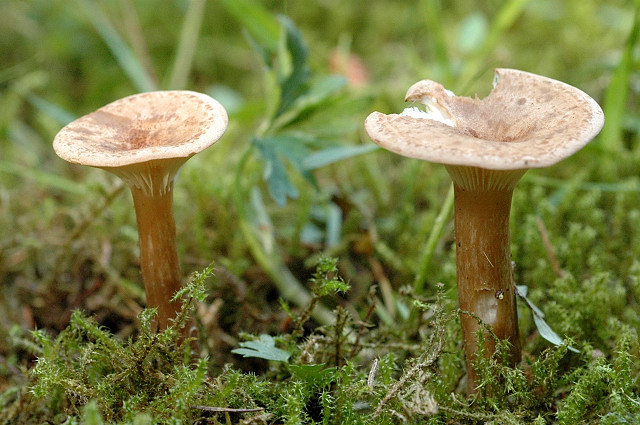
C. bresadolana
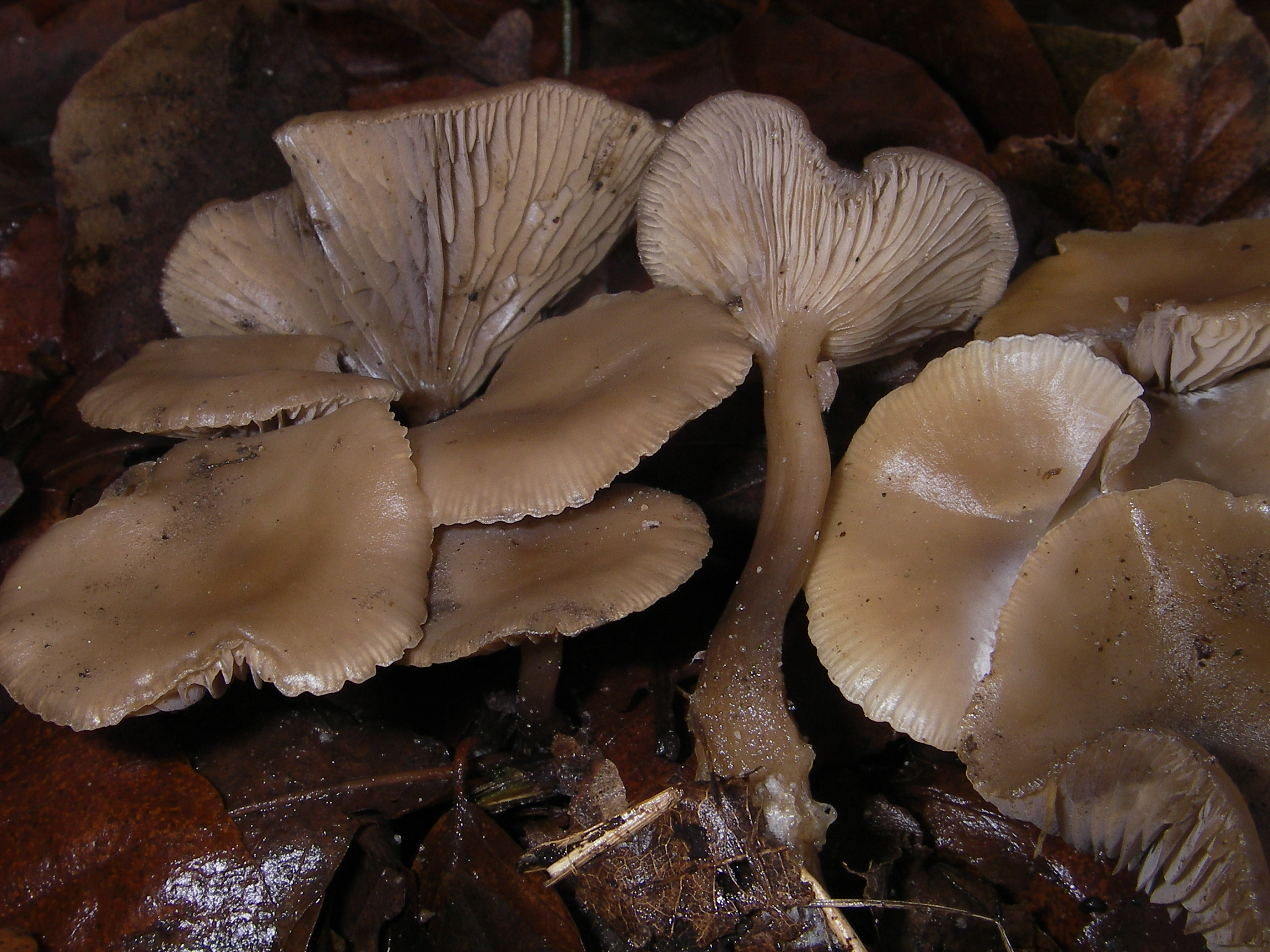
C. brumalis
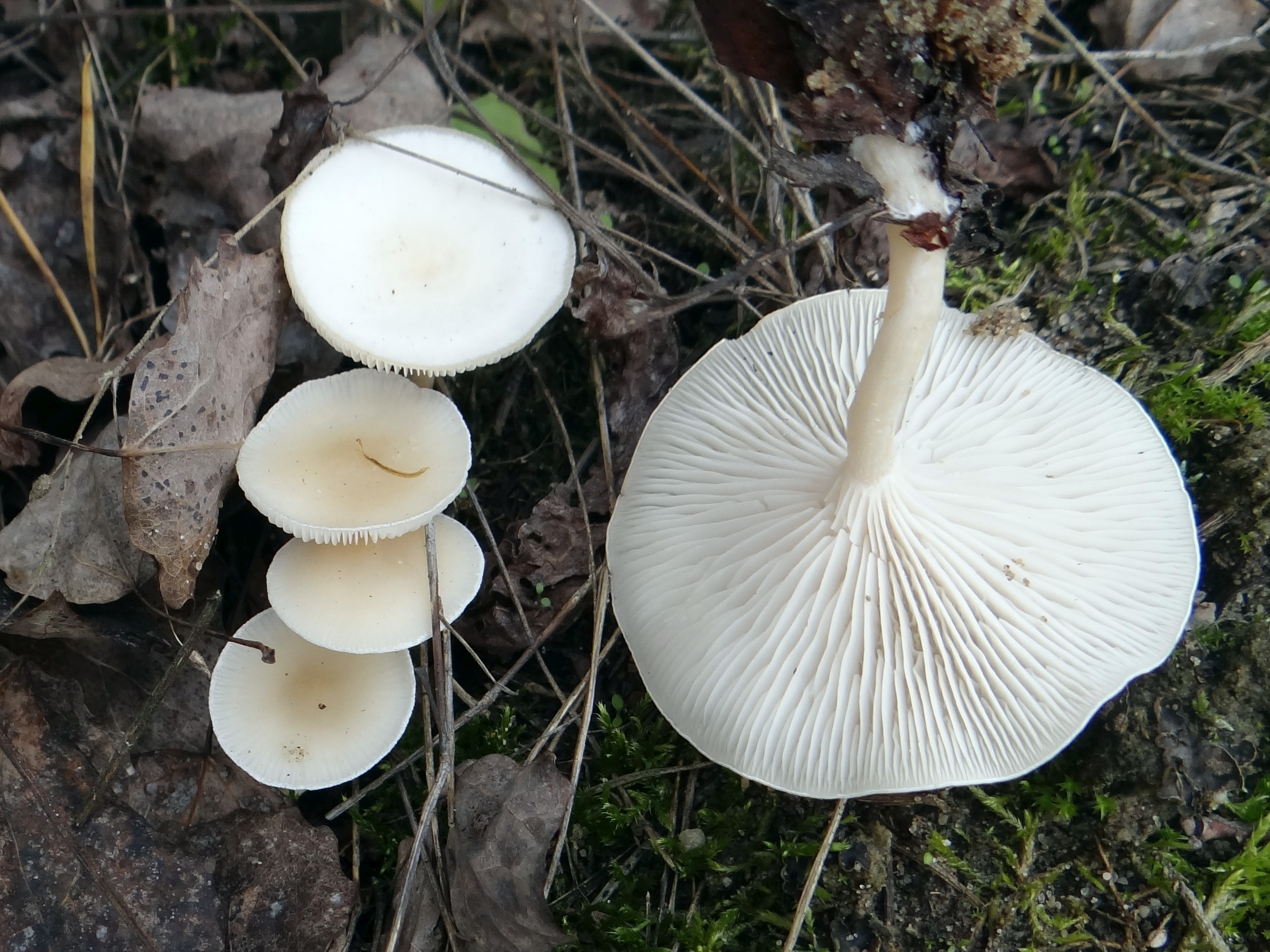
C. candicans
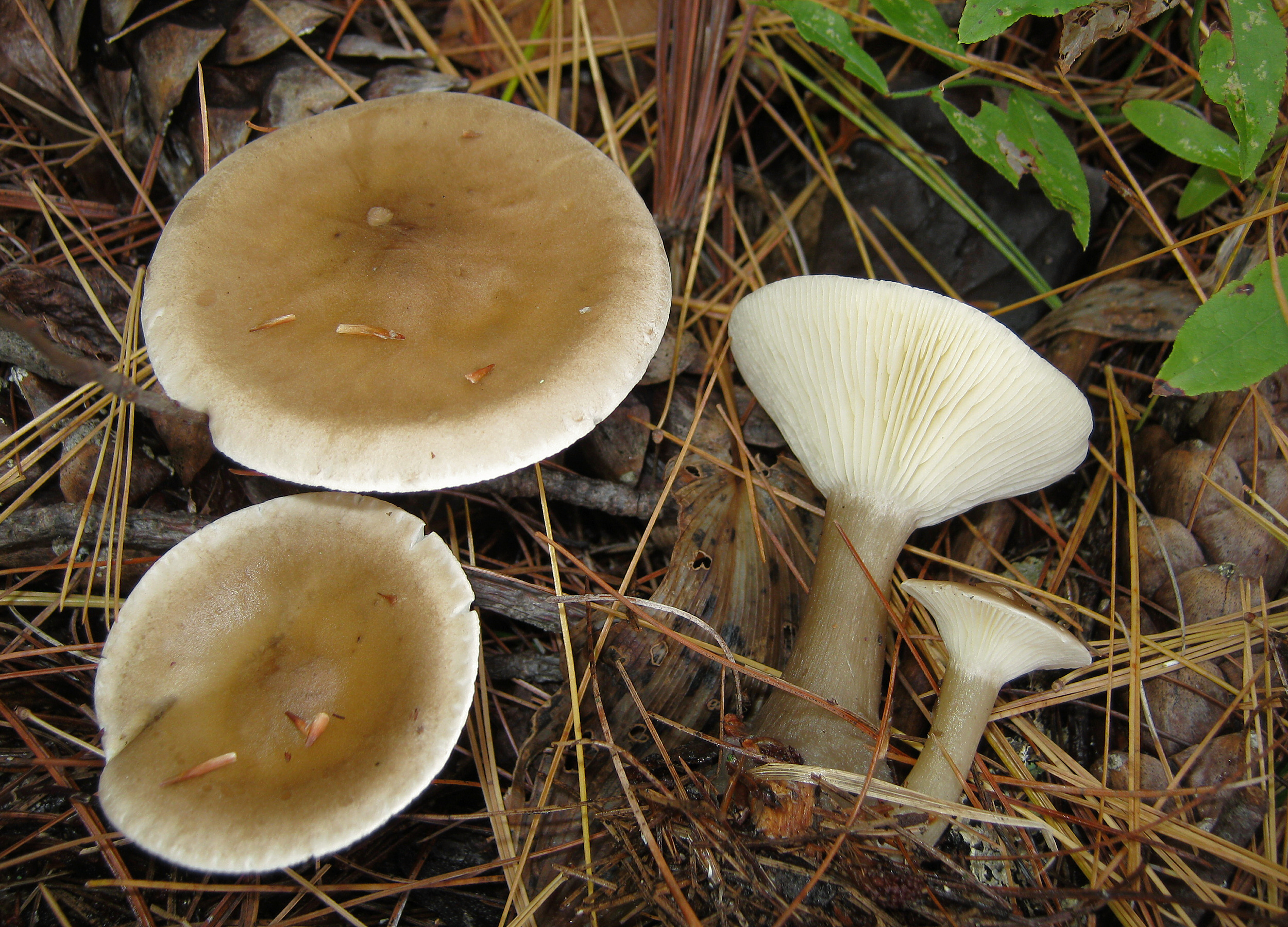
C. clavipes
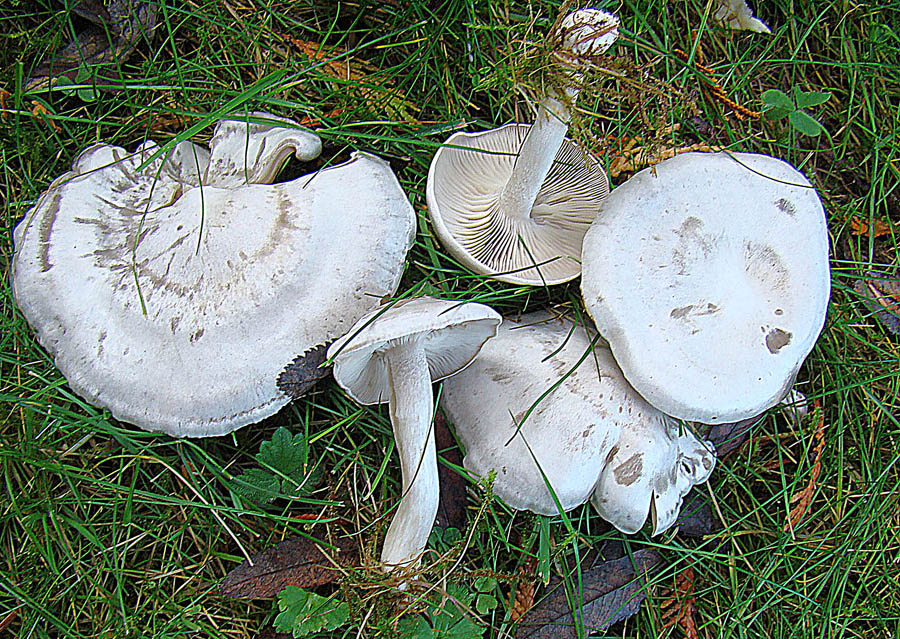
C. dealbata
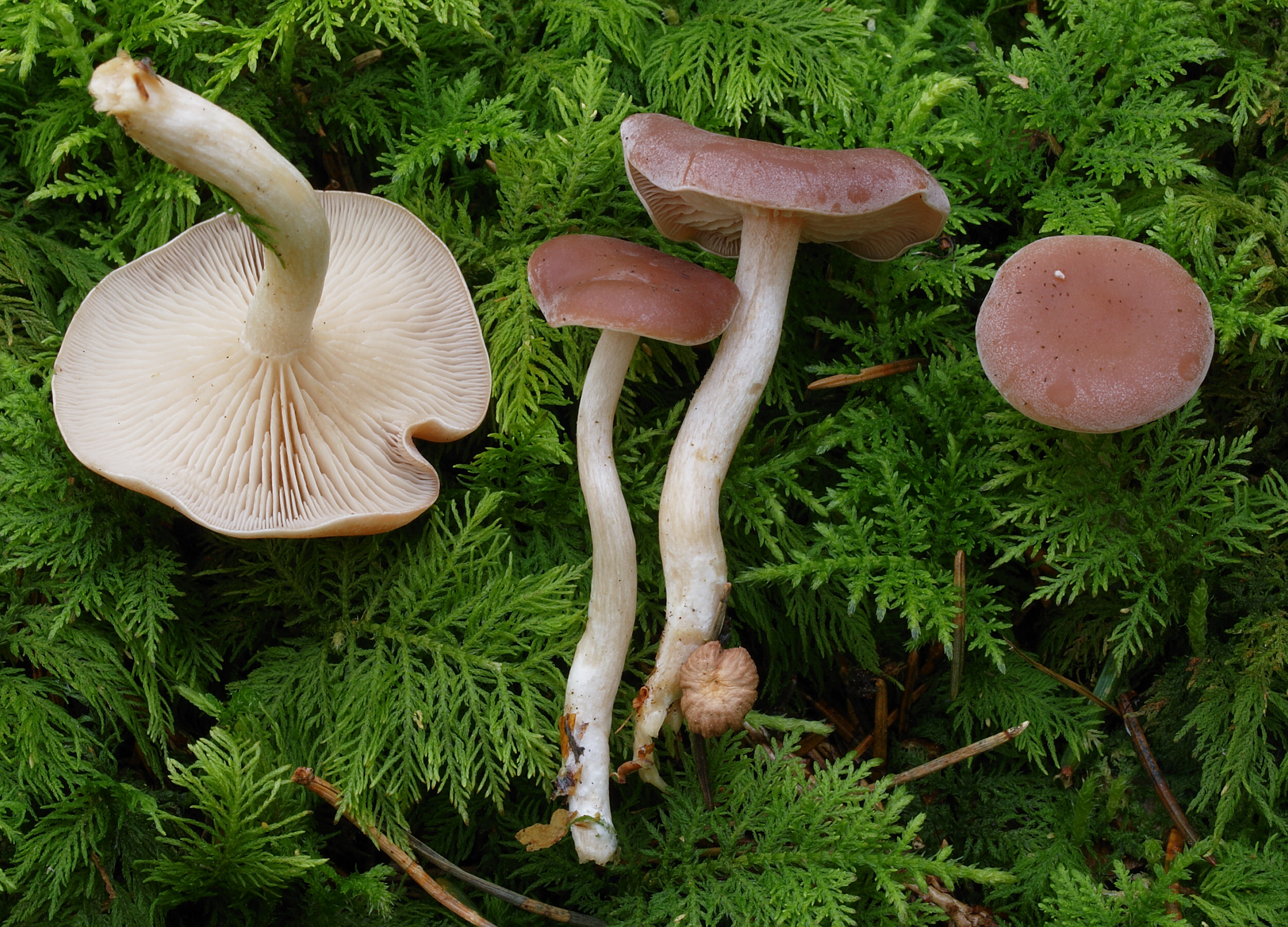
C. diatreta
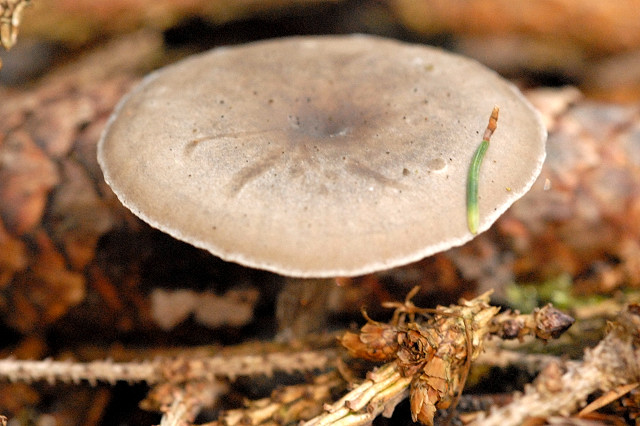
C.ditopa

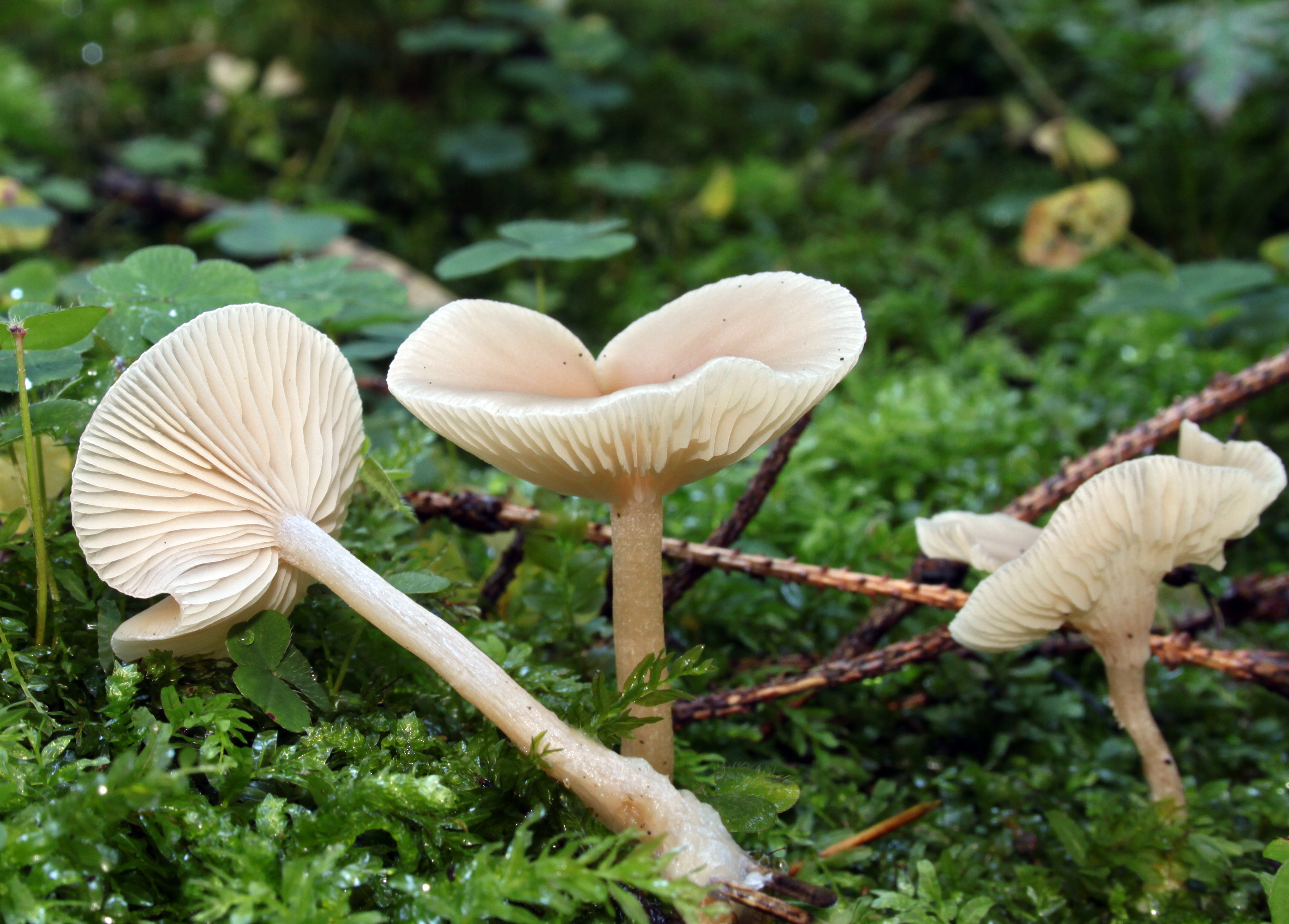
C. fragrans
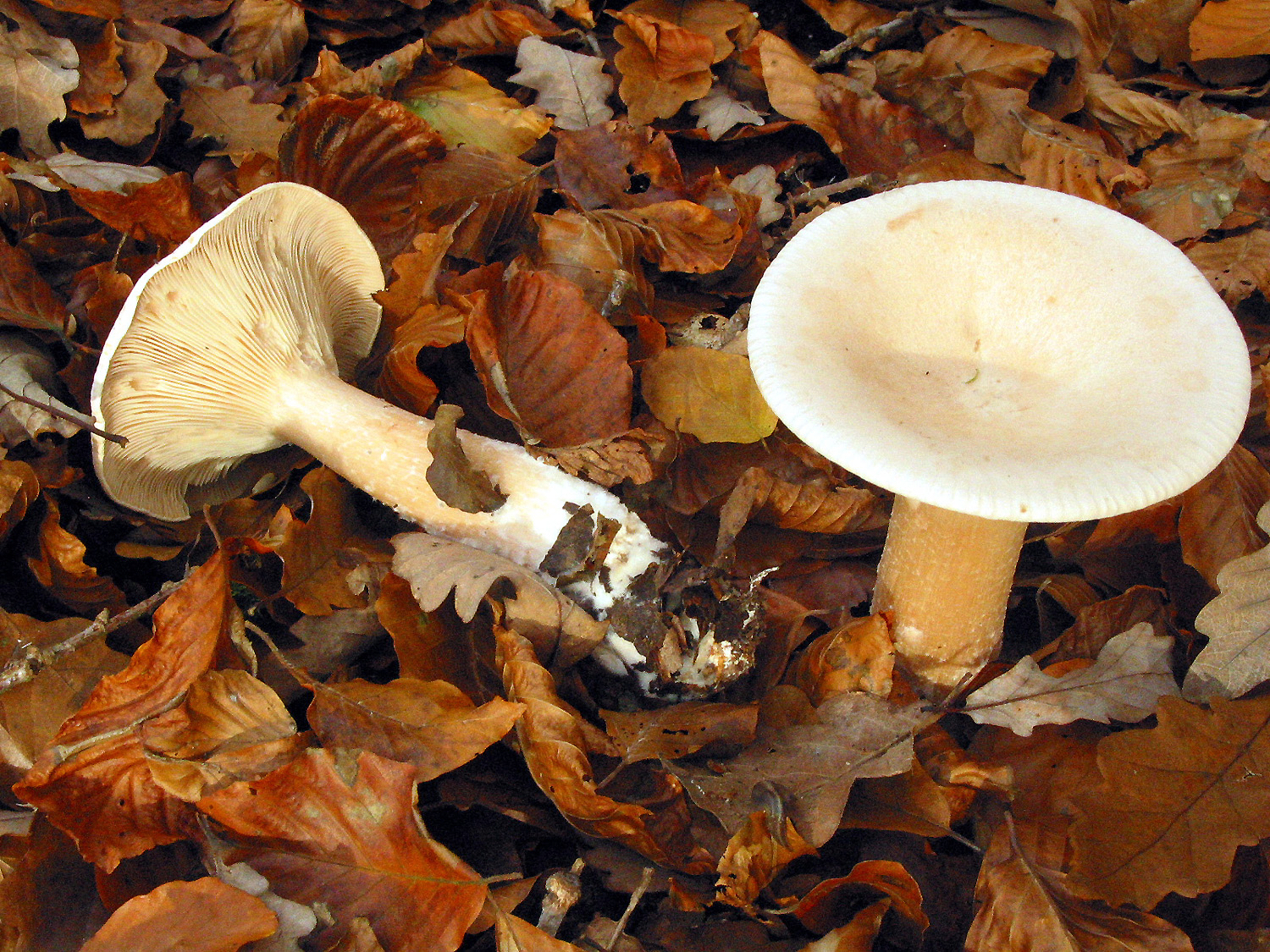
C. geotropa
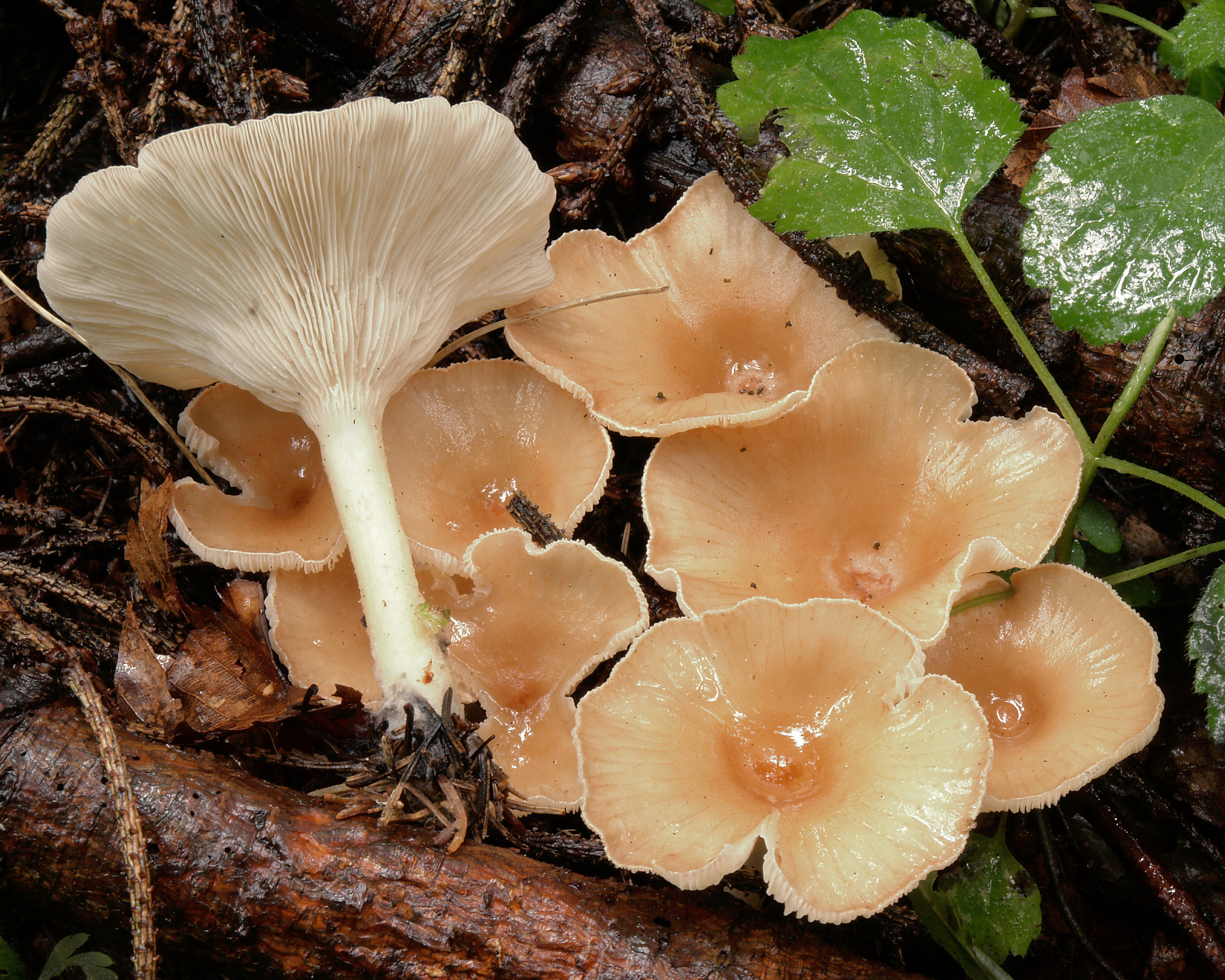
C. gibba
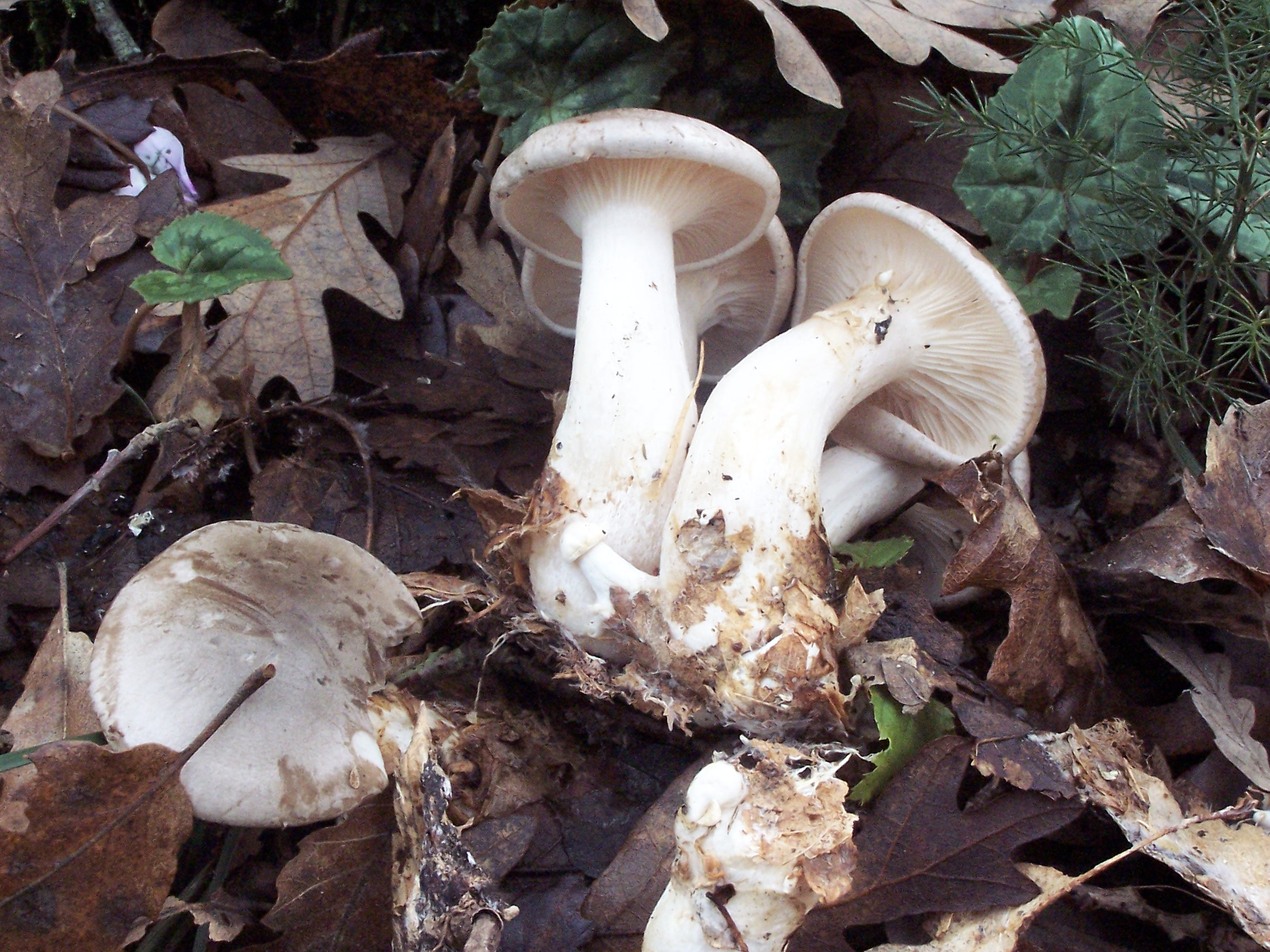
C. nebularis
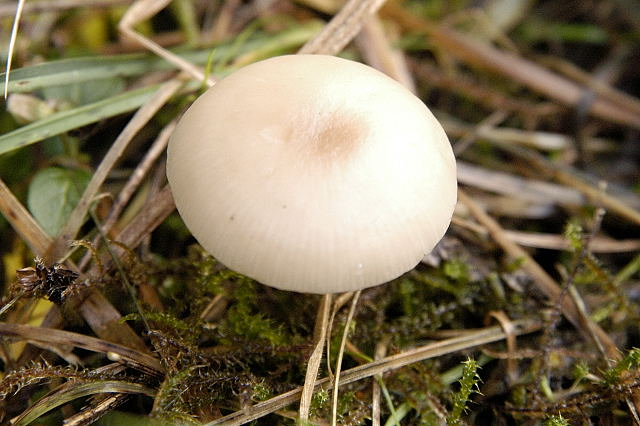
C. obsoleta
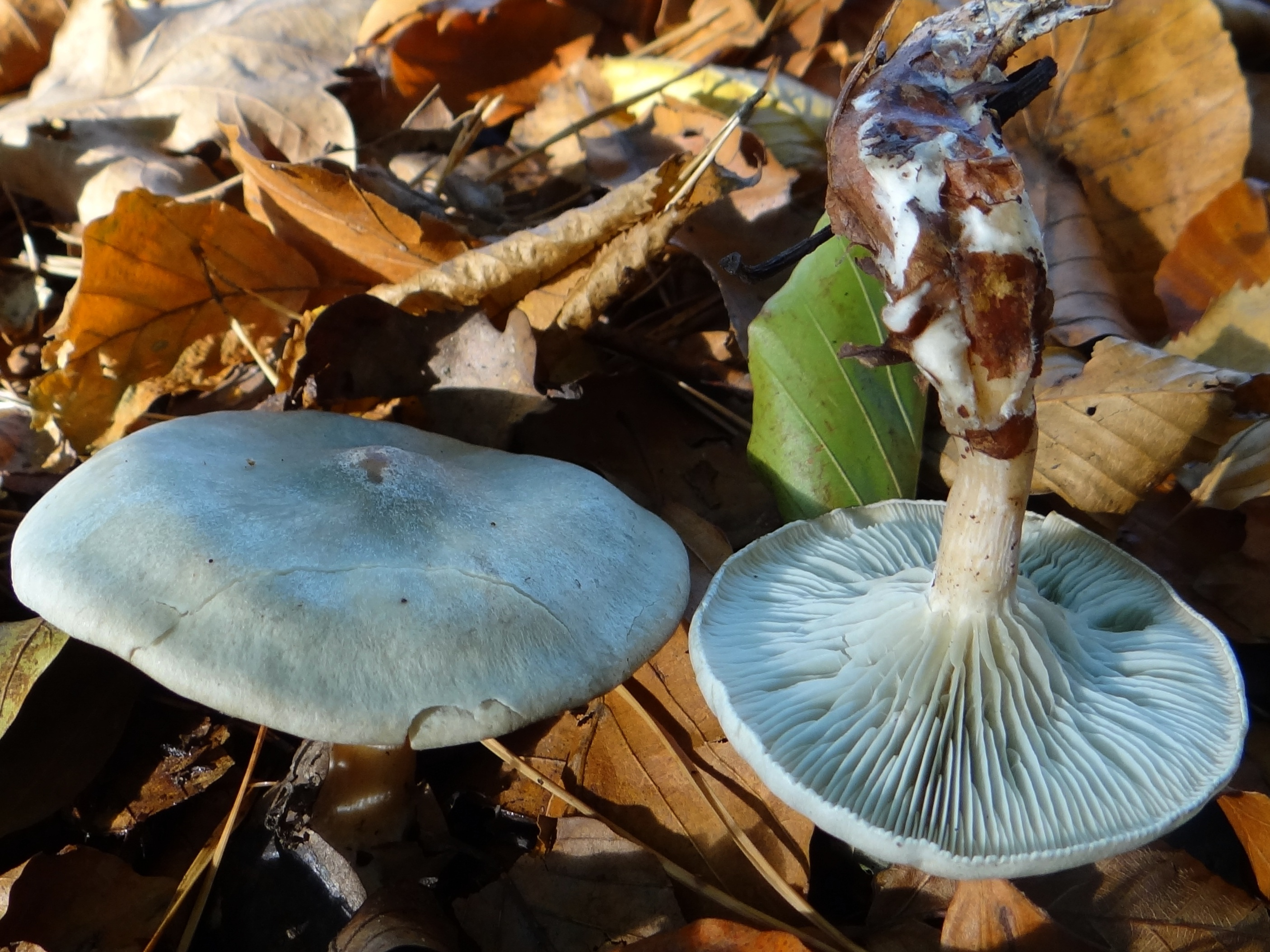
C. odora
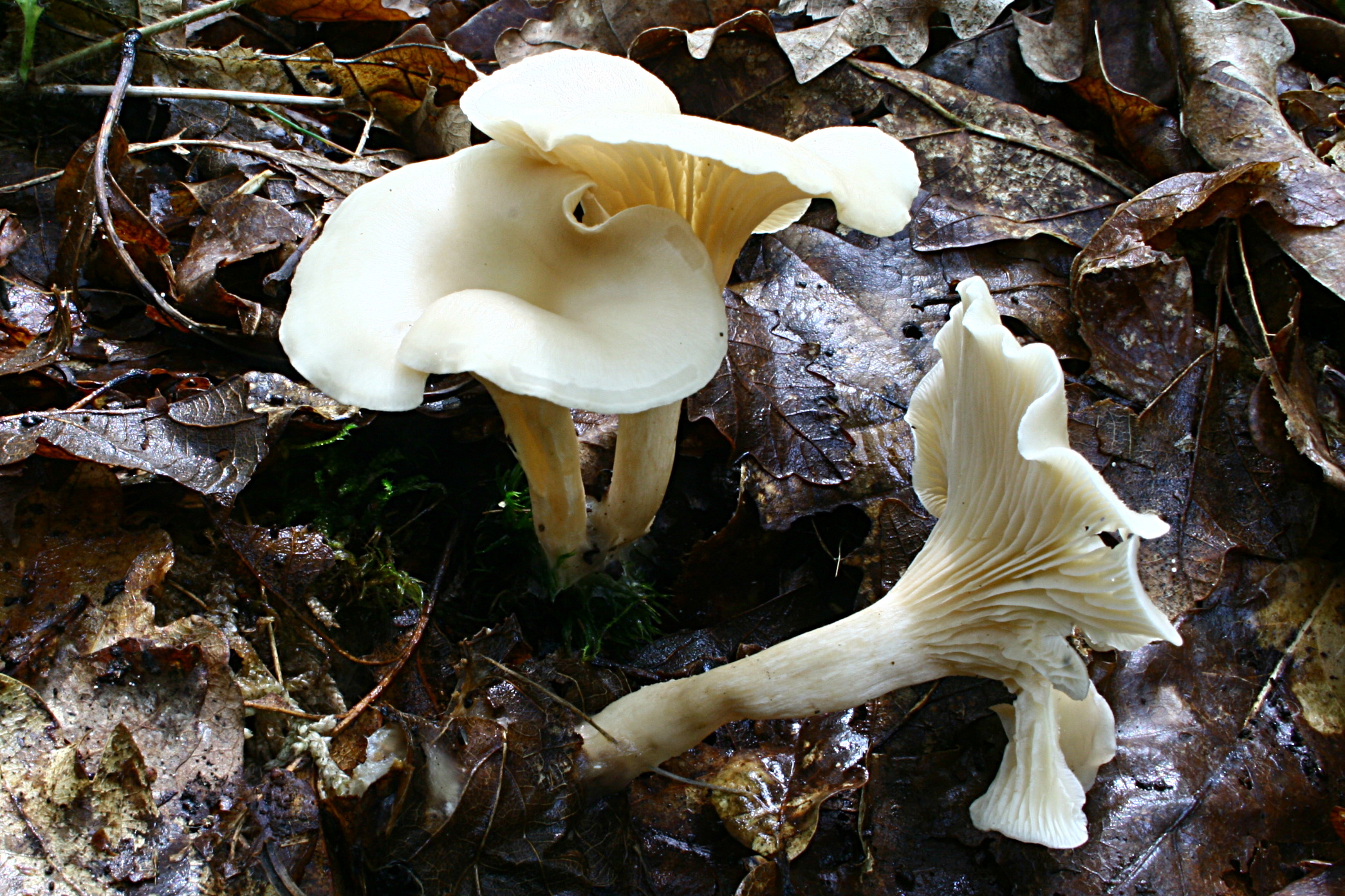
C. phaeophthalma
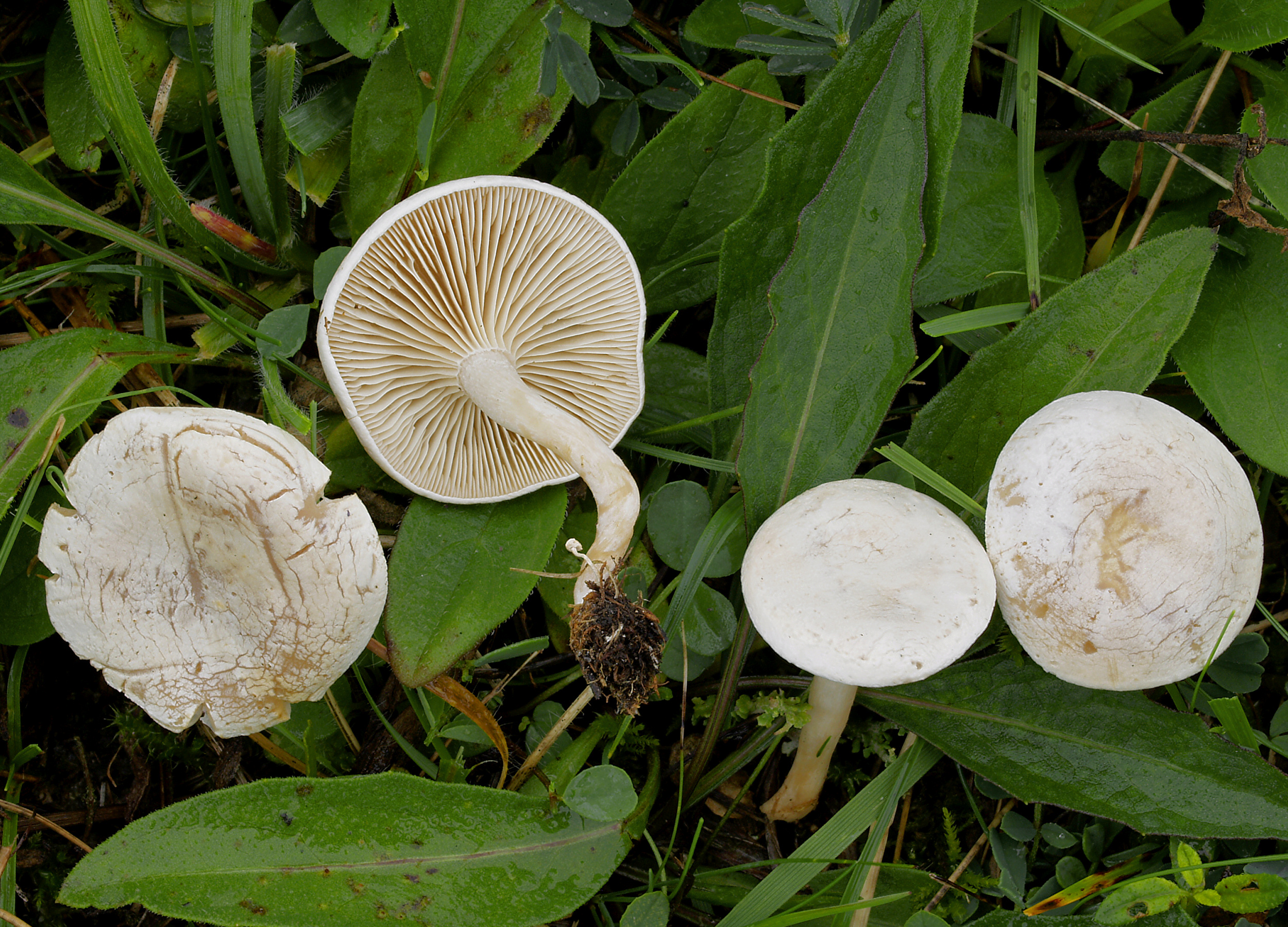
C. rivulosa
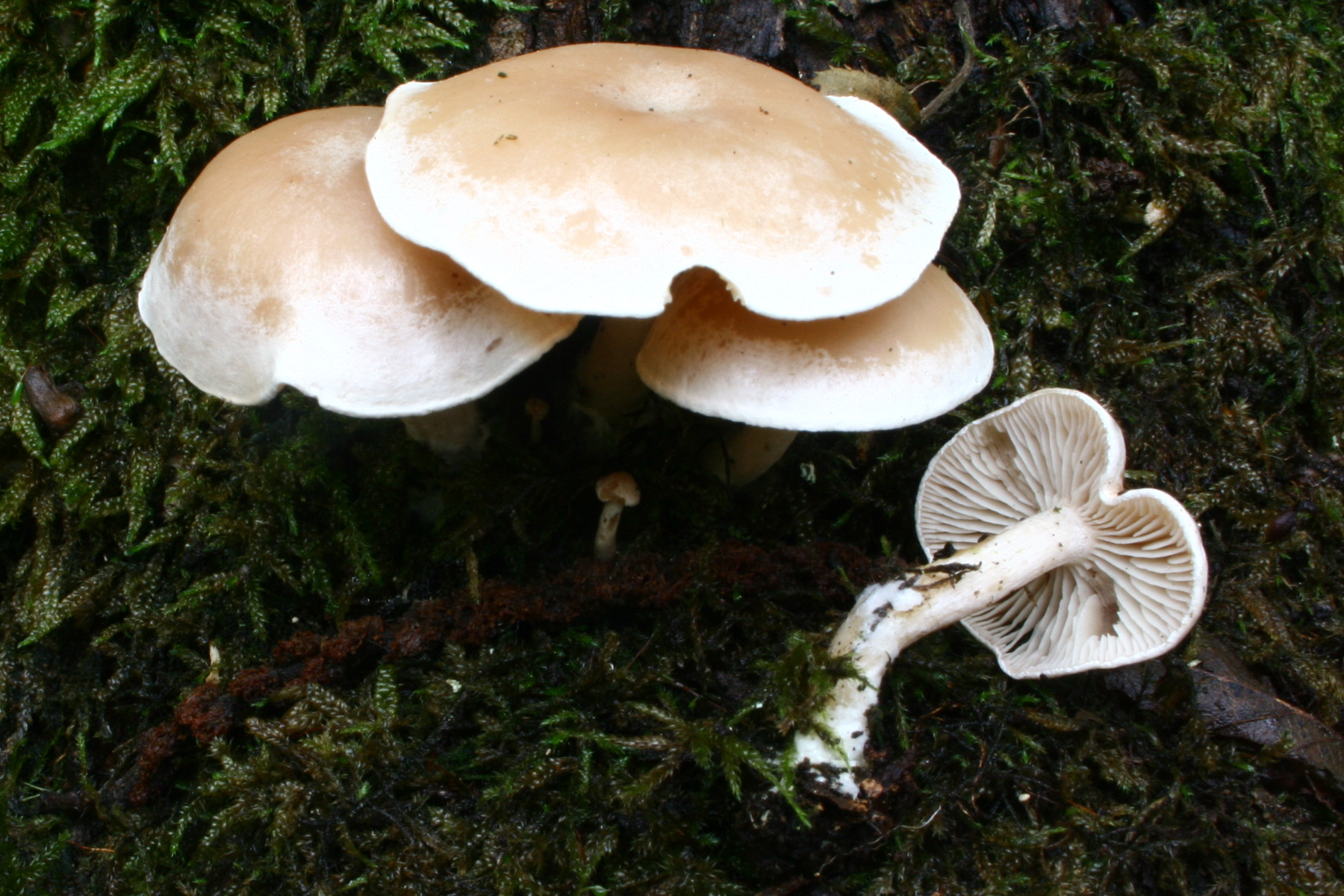
C. truncicola
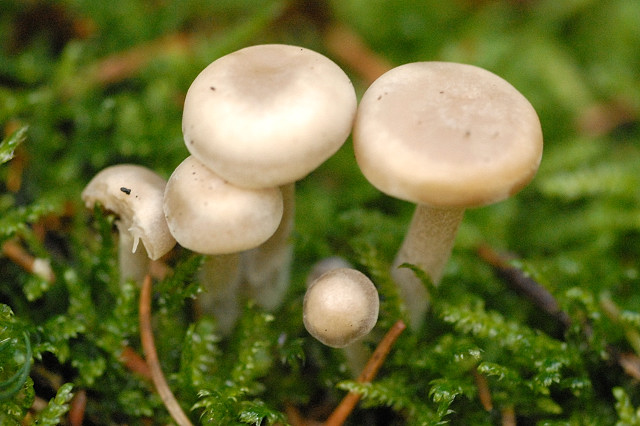
C. vibecina